# Джейсон Стіл
Джейсон Стіл (англ. Jason Steele, нар. 18 серпня 1990, Ньютон Ейкліфф) — англійський футболіст, воротар клубу «Брайтон енд Гоув Альбіон».
Насамперед відомий виступами за клуб «Мідлсбро», а також олімпійську збірну Великої Британії.

## Клубна кар'єра
Народився 18 серпня 1990 року в місті Ньютон Ейкліфф, графство Дарем.
Вихованець футбольної школи клубу «Мідлсбро». Дорослу футбольну кар'єру розпочав 2008 року в цій же команді, проте так і не дебютував за основну команду.
З лютого по червень 2010 року захищав на правах оренди кольори «Нортгемптон Таун».
До складу «Мідлсбро» повернувся влітку 2010 року і незабаром став основним голкіпером команди. 
В 2014–2018 роках виступав за «Блекберн Роверз» і «Сандерленд», а в 2018 приєднався до складу «Брайтона»

## Виступи за збірні
2006 року дебютував у складі юнацької збірної Англії, у складі якої брав участь у юнацькому (U-17) чемпіонаті Європи 2007 року, юнацькому (U-17) чемпіонаті світу 2007 року, юнацькому (U-19) чемпіонаті Європи 2008 року та юнацькому (U-19) чемпіонаті Європи 2009 року. Всього Стіл взяв участь у 17 іграх на юнацькому рівні.
З 2009 року залучався до складу молодіжної збірної Англії, разом з якою взяв участь у молодіжному чемпіонаті світу 2009 року та 2011 року. На молодіжному рівні зіграв в одному офіційному матчі.
2012 року захищав кольори олімпійської збірної Великої Британії на Олімпійських іграх 2012 року у Лондоні.